# هجوم نهاريا (1974)
عملية نهاريا 1974 نفذها مجموعة فدائية فلسطينية تابعة حركة التحرير الوطني الفلسطيني (فتح) على منطقة نهاريا الإسرائيلية، بتاريخ 24 يونيو 1974.

## تفاصيل العملية
جرى الهجوم عبر عملیة إنزال بحري في نهاريا من قبل ثلاثة فلسطينيين من حركة فتح، حيث تسللت المجموعة الفلسطينية بكامل معداتھا إلى نهاريا عن طریق البحر باستخدام قارب قابل للنفخ مزود بمحرك تشغیل. واستمرت لسبع ساعات متواصلة، وبحسب الروايات فإن الفدائيين عندما دخلوا كان هدفهم الوصول إلى السينما والانتظار حتى انتهاء عرض الفيلم، وعبرت المجموعة شارع "بلفور" فلفتوا نظر أحد الأشخاص الذي كان يتواجد في مبنى سكني مجاور وصاح "إرهابيين" وبسبب ذلك تم إطلاق النيران باتجاههم. وبعدها توزعت المجموعة الفدائیة في مبنى سكني، وفي موقف للسیارات حیث اقتحم أحد افراد المجموعة الفدائیة باب المبنى، وتنقل افراد المجموعة فوق سطح مبنى محكمة البلدیة وعلى مدرسة قریبة و ردوا على اطلاق النار والقوا قنبلة یدویة في اتجاه الجنود. تراجع جيش الاحتلال وتم تشكیل خطة لاقتحام أحد المنازل التي تحصن بھا أحد الفدائیین، وبدأت العملیة بینما كان أحد الضباط یحاول فتح الباب، أطلقت عدة طلقات ناریة وألقیت ثلاث قنابل خارج الغرفة فقتلت جندیا اسرائیلیا وأصيب خمسة آخرين. وأصیب أحد الفدائيين بجروح وحاول الزحف للخروج على السطح، فاشتبك وجھا لوجھه مع الجنود وقائد وحدة الكوماندوز الصهيوني مما أدى إلى استشهاده، واجتاح الجنود المبنى، بحثا عن الفدائیین آلاخرین حتى استشهدوا.

## المنفذون الفلسطينيون
- عبد الرحیم محمد ناصیف، من مدينة طولكرم.[5] واسمة الحركي “سامر عیونوا”.
- حمد محمد عبد العال.[5]
- محمد عبد الحمید حنفي.[5]